# Differenzkostenanalyse
Unter einer Differenzkostenanalyse versteht man die Betrachtung von Änderungen eines Kostenmodells infolge der Anpassung eines unvollständigen Satzes von Parametern.
Beispiel:
Der Betrieb einer technischen Anlage wird durch 3 Mitarbeiter durchgeführt. Es werden pro Monat x Liter Diesel für die Stromerzeugung verwendet. Die Anschaffung des Generators erfolgte vor drei Jahren. Es existieren Wartungsverträge für den Generator.
Darüber hinaus existieren auf der Anlage aber auch noch Förderbänder, Ventilatoren etc.
Soll nun eine Wirtschaftlichkeitsbetrachtung durchgeführt werden, die bewertet, ob die Anlage an eine öffentliche Energieversorgung angeschlossen werden soll, können verschiedene Ansätze durchgeführt werden:
Vollkostenrechnung
Es werden tatsächlich die Betriebskosten aller betriebenen Systeme (Generator, Förderbänder etc.) die direkten Personalkosten und Leistungen Dritter ermittelt, und zwar sowohl unter Einsatz eines Generators als auch unter Nutzung eines externen Lieferanten ermittelt und die Ergebnisse verglichen.
Differenzkostenanalyse
Es wird zunächst ermittelt, in welchen Kostenbereichen sich die Nutzung eines externen Energielieferanten auswirkt (z. B. entfallende Abschreibung, geringerer Personalaufwand für Wartung, entfallende Einkaufs- und Lagerkosten für Diesel, …) und diese, bzw. die Kostenänderungen bewertet.
In komplexen Organisationen kann die Modellierung einer Vollkostenrechnung unmöglich werden (im gegebenen Beispiel würde es schwierig die Auswirkung der Veränderung des Personaleinsatzes auf die Verwaltungskosten abzuschätzen, da der Verwaltungskostenanteil aus dem Einsatz eines Generators in der Regel nicht separat erfasst wird).
Wird bei der Aufstellung der zu betrachtenden Kostenelemente von vorneherein nur ein ausgewählter Satz von gut verstandenen bzw. als besonders kritisch bewerteter Kostenbereichen verwendet bewegt man sich in den Bereich der ABC-Kostenanalyse.
Betrachtet man neben den benannten Kosten auch noch Auswirkungen der Art, dass die Mitarbeiter Zeit, die sie vorher mit der Wartung der Generatoren verbracht haben mit Kollegen in der Verwaltung verbringen – also indirekte Kosten – bewegt man sich in den Bereich der TCO-Analyse.
Differenzkostenanalysen können eingesetzt werden, wenn:
- im Rahmen einer betriebswirtschaftlichen Studie ein bestehendes komplexes Modell zum Einsatz kommen soll,
- für die Erhebung aller Parameter aber Zeit oder Geld fehlt und
- für die unklaren Parameter keine belastbaren Standardwerte (Benchmarks) angesetzt werden können.

Die Differenzkostenanalyse kann im Zusammenhang mit ABC-Analysen und TCO-Analysen eingesetzt werden.